# Lijst van voetbalinterlands Brazilië - Equatoriaal-Guinea (vrouwen)
Deze lijst van voetbalinterlands is een overzicht van alle officiële voetbalinterlands tussen de nationale vrouwenteams van Brazilië en Equatoriaal-Guinea. De landen hebben tot nu toe één keer tegen elkaar gespeeld.

## Wedstrijden
| № | Plaats            | Datum       | Competitie | Wedstrijd                     | Uitslag |
| - | ----------------- | ----------- | ---------- | ----------------------------- | ------- |
| 1 | Frankfurt am Main | 6 juli 2011 | WK 2011    | Equatoriaal-Guinea − Brazilië | 0 − 3   |

## Samenvatting
| Competitie   | Totaal gespeeld | Winst Brazilië | Gelijk | Winst Equatoriaal-Guinea | Doelsaldo Brazilië – Equatoriaal-Guinea |
| ------------ | --------------- | -------------- | ------ | ------------------------ | --------------------------------------- |
| WK-eindronde | 1               | 1              | 0      | 0                        | 3 − 0                                   |
| Totaal       | 1               | 1              | 0      | 0                        | 3 − 0                                   |

CBF · A-internationals · Braziliaans mannenelftal
1986 – 1999 · 2000 – 2009 · 2010 – 2019 · 2020 – 2029
Argentinië ·
Australië ·
Bolivia ·
Canada ·
Chili ·
China ·
Colombia ·
Costa Rica ·
Denemarken ·
Duitsland ·
Ecuador ·
Engeland ·
Equatoriaal-Guinea ·
Finland ·
Frankrijk ·
Ghana ·
Griekenland ·
Haïti ·
Hongarije ·
IJsland ·
India ·
Italië ·
Jamaica ·
Japan ·
Kameroen ·
Mexico ·
Nederland ·
Nicaragua ·
Nieuw-Zeeland ·
Nigeria ·
Noord-Korea ·
Noorwegen ·
Oekraïne ·
Panama ·
Paraguay ·
Peru ·
Polen ·
Portugal ·
Puerto Rico ·
Rusland ·
Schotland ·
Spanje ·
Thailand ·
Trinidad en Tobago ·
Uruguay ·
Venezuela ·
Verenigde Staten ·
Zambia ·
Zuid-Afrika ·
Zuid-Korea ·
Zweden ·
Zwitserland